# Tomáš Kočko
Tomáš Kočko (ur. 4 marca 1972 we Frydku-Mistku) – czeski  kompozytor i wokalista, autor tekstów, lider zespołu Tomáš Kočko & Orchestr.
Twórczość muzyczna Tomáša Kočko w warstwie tekstowej oparta jest głównie o wiersze Ladislava Nezdařila, poety ludowego tworzącego w gwarze górali beskidzkich. Ponadto twórca inspiruje się tematyką zbójnicką, w tym podaniami o Ondraszku, a także tradycyjnymi morawskimi pieśniami ludowymi.
W warstwie muzycznej jest to muzyka etniczna wzbogacona o elementy rocka i jazzu.
Wraz z zespołem występował na licznych festiwalach, m.in. Viljandi Pärimusmuuusika, Nowa Tradycja, Ethnosfera, Festiwal Muzyki Folkowej Eurowizji.
Współpracował także z zespołem Silent Stream of Godless Elegy jako producent Relic Dances – folk metalowego albumu tej grupy.
Stale współpracuje, wraz z zespołem, z teatrem w Czeskim Cieszynie.
Osoba ta deklaruje, że należy do narodowości śląsko-morawskiej.

## Dyskografia
- Poplór, Indies Records 2006
- Do kamene tesané aneb Ondráš, Indies Records 2008
- Koleda, Indies Records 2009
- Godula, Indies Records 2011
- Cestou na jih, Indies Records 2012